# 浅草 (花街)
浅草花街は、東京・浅草の浅草寺裏にある花街。東京都台東区浅草3丁目から4丁目にかけて位置する。

## 沿革
花街としての浅草は江戸時代中期、浅草寺の門前町に誕生し、芸妓が登場したのはその頃である。当時、浅草の花街は3ケ所に分かれて、芸妓はその場所に応じて雷門付近の広小路の田楽茶屋に出入りする芸妓を「広小路芸者」、または「田楽芸者」、吉原遊廓付近の山谷堀の料理茶屋や船宿に出入りする芸妓は「堀の芸者」、芝居小屋が存在した猿若町に居住する芸妓を「猿若町芸者」、または「櫓の芸者」と呼ばれていた。特に猿若町芸者は歌舞伎役者や舞踊、三味線などの鳴り物の師匠から直接教わり精進していった。そのため、花街は大いに栄えた。
天保の改革を潜り抜け明治18年（1885年）、広小路芸者を中心に3箇所の花街と芸妓が統合され、「浅草公園芸者」が誕生した。それが現在の浅草芸者と東京浅草組合の母体となった。浅草公園は明治6年（1873年）、浅草寺境内を整備して生まれた公園でこの付近にも料理屋や待合茶屋が営業し芸妓らはそこを出先とするようになった。明治末期に花街は浅草寺の裏側に移転し、大正期には芸妓1060名、料理屋49軒、待合250軒であった。大正12年（1923年）9月1日の関東大震災で花街は被災されたがすぐに復興され、昭和初期には芸妓750名、置屋300軒、料理屋37軒、待合253軒で、歌手に転向した市丸や女優の三浦布美子をはじめ多くの名妓を輩出した。
しかし、昭和16年（1941年）の太平洋戦争が勃発すると徐々に自粛され芸妓らは工場に借り出されることを余儀なくされ、昭和19年（1944年）、花街は全面営業停止となった。昭和20年（1945年）3月10日、東京大空襲によって被害を受け、多くの死者が出た。同年8月15日、終戦を迎え、翌昭和21年（1946年）に花街は一段と早く復興し、芸妓40名、料亭16軒、置屋13軒で再開した。昭和25年（1950年）、「浅草三業組合」が組織され芸妓は座敷のみならず、三社祭などの行事にも積極的に参加し、また、日ごろの稽古の成果を発表するようになった。花街は昭和30年代前期に最盛期を迎え、料亭102軒、芸妓600名に達した。しかし、昭和40年代になると芸妓、料亭が減少し、平成23年（2011年）現在、芸妓（立方、地方あわせて）54名、料亭8軒、そして全国で唯一、在籍している幇間（酒席を取り持ち諸芸を披露する男性）が6名である。現在、花柳界に疎遠な一般客に向けてのお座敷講座を開き、また『浅草おどり』を開催し花街文化の伝承に努力している。

## おもな料亭・割烹他
- 料亭 婦志多　　浅草3丁目22番5号 http://www.fujita-asakusa.com/(廃業、リンク切れ）
- 料亭 都鳥　　浅草3丁目23番10号 http://asakusa-miyakodori.com
- 割烹家 一直　　浅草3丁目8番6号 http://ichinao.com
- 割烹 あさくさ　　浅草3丁目37番1号 http://r.gnavi.co.jp/g142900/
- 割烹 福八　　浅草3丁目3番4号 http://r.gnavi.co.jp/cw78df9k0000/
- 浅草田甫 草津亭　　浅草2丁目27番10号 http://www.kusatsutei.jp　（リンク切れ、2015年5月閉店）
  - 割烹　草津亭　　浅草3丁目18番10号 http://www.kusatsutei.com/　（リンク切れ、2015年10月新装開店、2018年10月破たん）[3]
  - 浅草　草津亭　　東京都台東区浅草3−18−10https://asakusa-kusatsutei.com/　（2020年1月現在）03-6458-1932
- 懐石 瓢庵　　浅草3丁目34番11号 http://www.kaiseki-hisagoan.com/index.html（廃業、リンク切れ）

## その他
NHKで放映されたドラマ「おしん」の舞台となっている。浅草花街に近在した芸妓相手の髪結処で、若き日のおしんが修行した設定となっている。